# Nakladatelství Fraus
Nakladatelství Fraus, s.r.o. je české nakladatelství, které v roce 1991 v Plzni založil Jiří Fraus.
Nakladatelství vydává zejména jazykové učebnice a učebnice pro základní školy přičemž u němčiny, francouzštiny, španělštiny a ruštiny firma udává, že má 50% podíl na českém trhu. Vyvíjí také interaktivní učebnice. Dále vydává slovníky, dětské encyklopedie CO-JAK-PROČ a rybářskou literaturu. Ročně firma vydává více než 150[zdroj?] novinek a v roce 2008 prodala více než milion publikací. V roce 2008 se v žebříčku SČKN umístila na 11. místě podle pořadí vydaných titulů.

## Ocenění
V roce 2010 získala firma Fraus Zvláštní cenu poroty na 61. ročníku mezinárodního knižního veletrhu ve Frankfurtu nad Mohanem učebnice za učebnici Život v našem regionu. Ceny Best European Schoolbook Awards každoročně uděluje Evropská asociace nakladatelství učebnic (European Educational Publishers Group - EEPG) a Frankfurter Buchmesse.
V roce 2009 získala firma Fraus Stříbrnou medaili v kategorii učebnic pro základní a střední školy na 60. ročníku mezinárodního knižního veletrhu ve Frankfurtu nad Mohanem učebnice za Matematiku pro 6. ročník základních škol a Bronzovou medaili za Dějepis pro 6. ročník základních škol. Cenu Best Schoolbook Awards každoročně uděluje Evropská asociace nakladatelství učebnic (European Educational Publishers Group - EEPG) a Frankfurter Buchmesse.
V roce 2009 získala firma Fraus v soutěží České jednoty tlumočníků a překladatelů Slovník roku 2008 hlavní cenu za komplet FRAUS VELKÝ EKONOMICKÝ SLOVNÍK NĚMECKO-ČESKÝ ČESKO-NĚMECKÝ.
V roce 2009 byla kniha Známky z encyklopedické edice CO-JAK-PROČ mezinárodní porotou na evropské výstavě IBRA 2009 ve třídě filatelistické literatury oceněna stříbrnou medailí FEPA.
V roce 2008 získala firma Fraus Zlatou medaili v kategorii učebnic pro základní a střední školy na 60. ročníku mezinárodního knižního veletrhu ve Frankfurtu nad Mohanem učebnice za Chemii pro 8. ročník základních škol. Cenu Best Schoolbook Awards každoročně uděluje Evropská asociace nakladatelství učebnic (European Educational Publishers Group - EEPG).
V roce 2008 získala firma Fraus v soutěží České jednoty tlumočníků a překladatelů Slovník roku 2008 cenu poroty za odborný překladový slovník: za FRAUS VELKÝ EKONOMICKÝ SLOVNÍK ANGLICKO-ČESKÝ ČESKO-ANGLICKÝ.
V roce 2007 získala firma cenu mezinárodního veletrhu informačních a telekomunikačních technologií Invex - Digitex Křišťálový disk, za interaktivní učebnici angličtiny Way to Win v kategorii Software pro domácnost, zábavu a vzdělávání.
V roce 2007 získalo nakladatelství medaili Ministerstva školství 1. stupně za vydání ucelené řady Čítanek pro 6.-9. ročník základních škol.
V roce 2007 získalo nakladatelství za Velký erbovník Milana Myslivečka v rámci soutěže Slovník roku 2007 první cenu v kategorii biografický slovník.
V roce 2005 získala firma Fraus Bronzovou medaili v kategorii učebnic pro základní a střední školy a Zvláštní cenu poroty na 57. ročníku mezinárodního knižního veletrhu ve Frankfurtu nad Mohanem učebnice za Fyziku pro 6. ročník základních škol a za FRAUS Ilustrovaný studijní slovník česko-anglický / anglicko-český. Cenu Best Schoolbook Awards každoročně uděluje Evropská asociace nakladatelství učebnic (European Educational Publishers Group - EEPG). Získali 18 titulů.[zdroj?]